# Goniocercus laticaudus
Goniocercus laticaudus is een insect uit de familie van de mierenleeuwen (Myrmeleontidae), die tot de orde netvleugeligen (Neuroptera) behoort. 
Goniocercus laticaudus is voor het eerst wetenschappelijk beschreven door Navás in 1915.